# 5547 Acadiau
5547 Acadiau eller 1980 LE1 är en asteroid i huvudbältet som upptäcktes den 11 juni 1980 av den amerikanska astronomen Carolyn S. Shoemaker vid Palomar-observatoriet. Den är uppkallad efter Acadia University.
Asteroiden har en diameter på ungefär 9 kilometer och den tillhör asteroidgruppen Eunomia.